# Homeopatia
Ten artykuł opisuje teorie, metody lub czynności niezgodne ze współczesną wiedzą medyczną.
Homeopatia (z gr. όμοιος homoios, podobny, i πάθος pathos, cierpienie) – pseudonaukowy system medycyny niekonwencjonalnej, zaproponowany po raz pierwszy w 1796 przez niemieckiego lekarza Samuela Hahnemanna. Polega on na przyjmowaniu rozcieńczonych w różnym stopniu substancji, które, według jego założeń, w takiej formie mają leczyć choroby o symptomach podobnych do powodowanych przez te same substancje w większych stężeniach. 
Środki homeopatyczne są przygotowywane poprzez sukcesywne rozcieńczanie. Po każdym rozcieńczeniu otrzymany roztwór jest mieszany przez intensywne potrząsanie, które nazywane jest succussion. Ma ono zwiększać efektywność otrzymanej substancji. Proces ten nazywany jest dynamizowaniem. Rozcieńczanie trwa zazwyczaj tak długo, że w roztworze nie pozostaje nic z początkowej substancji.
Nie istnieją rzetelne dowody potwierdzające skuteczność homeopatii. Bazuje ona na niemerytorycznym aksjomacie ipse dixit sformułowanym przez Hahnemanna, który nazwał go „prawem podobieństw”. Według niego substancje powodujące pewne symptomy u osób zdrowych powinny być podawane w rozcieńczonej formie pacjentom wykazującym podobne objawy.
Twierdzenia o skuteczności homeopatii przekraczającej efekt placebo nie mają oparcia w dowodach naukowych i przeprowadzonych badaniach klinicznych nad jej skutecznością. Niektóre kontrowersyjne badania dały pozytywne wyniki, inne opublikowane badania kliniczne zachęcają do dalszych prac badawczych. Badania kliniczne o wysokiej jakości wskazują na mniej pozytywne efekty, a większości badań z pozytywnymi wynikami nie udało się powtórzyć lub wykazano problemy metodologiczne, które nie pozwalają na uznanie ich za jednoznaczny dowód na skuteczność homeopatii.
W zależności od stężenia preparaty homeopatyczne mogą nie zawierać ani jednej cząsteczki substancji aktywnej, a efekty lecznicze takich środków (poza efektem placebo) byłyby sprzeczne z podstawowymi prawami fizyki. Współcześni homeopaci wierzą w pamięć wody, co ma powodować trwałe zmiany roztworu, w którym była rozpuszczana dana substancja. Nie ma jednak zweryfikowanych obserwacji ani praw natury potwierdzających to zjawisko. Powyższe fakty oraz stosowanie w homeopatii leków, które nie zawierają aktywnych składników farmakologicznych, są powodem tego, że homeopatię uznaje się też za pseudonaukę lub szarlatanerię, a nawet określa mianem „okrutnego oszustwa”.
Nie jest znany sposób, w jaki środek homeopatyczny miałby leczyć. Sceptycy oraz przeciwnicy homeopatii tłumaczą pewną skuteczność leczniczą środków homeopatycznych efektem placebo lub jako rezultat myślenia magicznego.
Przyjmuje się, że preparaty homeopatyczne powodują tylko śladowe ryzyko działań niepożądanych lub interakcji (ze względu na to, iż składają się wyłącznie z wody, cukru czy alkoholu), poza nielicznymi wyjątkami. Tym niemniej, homeopatów krytykuje się za dawanie zwodniczych porad pacjentom, by unikali oni stosowania metod medycyny konwencjonalnej o naukowych, rzetelnych podstawach, np. szczepionek, antybiotyków i leków przeciwmalarycznych. W konsekwencji, wprowadzani przez homeopatów w błąd pacjenci z różnymi poważnymi chorobami mogą mieć fałszywe poczucie bezpieczeństwa, które opóźni podjęcie przez nich innego, konwencjonalnego i skutecznego leczenia, które jest niezbędne do uratowania ich zdrowia lub życia.
Mimo kontrowersji na temat skuteczności homeopatii, jest ona stosowana w wielu krajach na całym świecie u ludzi i zwierząt. Sytuacja prawna homeopatii różni się w poszczególnych krajach. W niektórych z nich brak jest specjalnych regulacji prawnych, podczas gdy w innych, by ją stosować wymagane jest posiadanie wykształcenia medycznego. W wielu krajach (również w Polsce) od preparatów homeopatycznych nie wymaga się potwierdzenia ich skuteczności (w przeciwieństwie do leków konwencjonalnych). W Stanach Zjednoczonych od 1988 na opakowaniach preparatów homeopatycznych wymagane jest podanie, że zamieszczone informacje nie są potwierdzone przez Agencję Żywności i Leków. W 2016 wprowadzono obowiązek informowania, że preparaty te nie mają żadnego potwierdzonego działania terapeutycznego. W 2017 komisja do walki z pseudonauką i fałszowaniem badań naukowych Rosyjskiej Akademii Nauk zaproponowała wprowadzenie podobnego wymogu w Rosji. Jednocześnie komisja uznała homeopatię za pseudonaukę. W Polsce homeopatyczne produkty lecznicze zostały wprowadzone do ustawy o prawie farmaceutycznym i według Ministerstwa Zdrowia mogą być przepisywane pacjentom przez dyplomowanych lekarzy, lekarzy dentystów, lekarzy weterynarii, ale homeopatia nie została wymieniona jako specjalizacja lekarska, natomiast Rada Naczelnej Izby Lekarskiej uznała praktykowanie homeopatii przez lekarzy i lekarzy dentystów za błąd w sztuce lekarskiej, a przepisywanie przez nich preparatów homeopatycznych za nieetyczne i niegodne profesji medycznej.
Stopień refundacji homeopatii jest zróżnicowany w poszczególnych krajach, w niektórych traktowana jest ona na równi z lekami konwencjonalnymi.

## Historia homeopatii

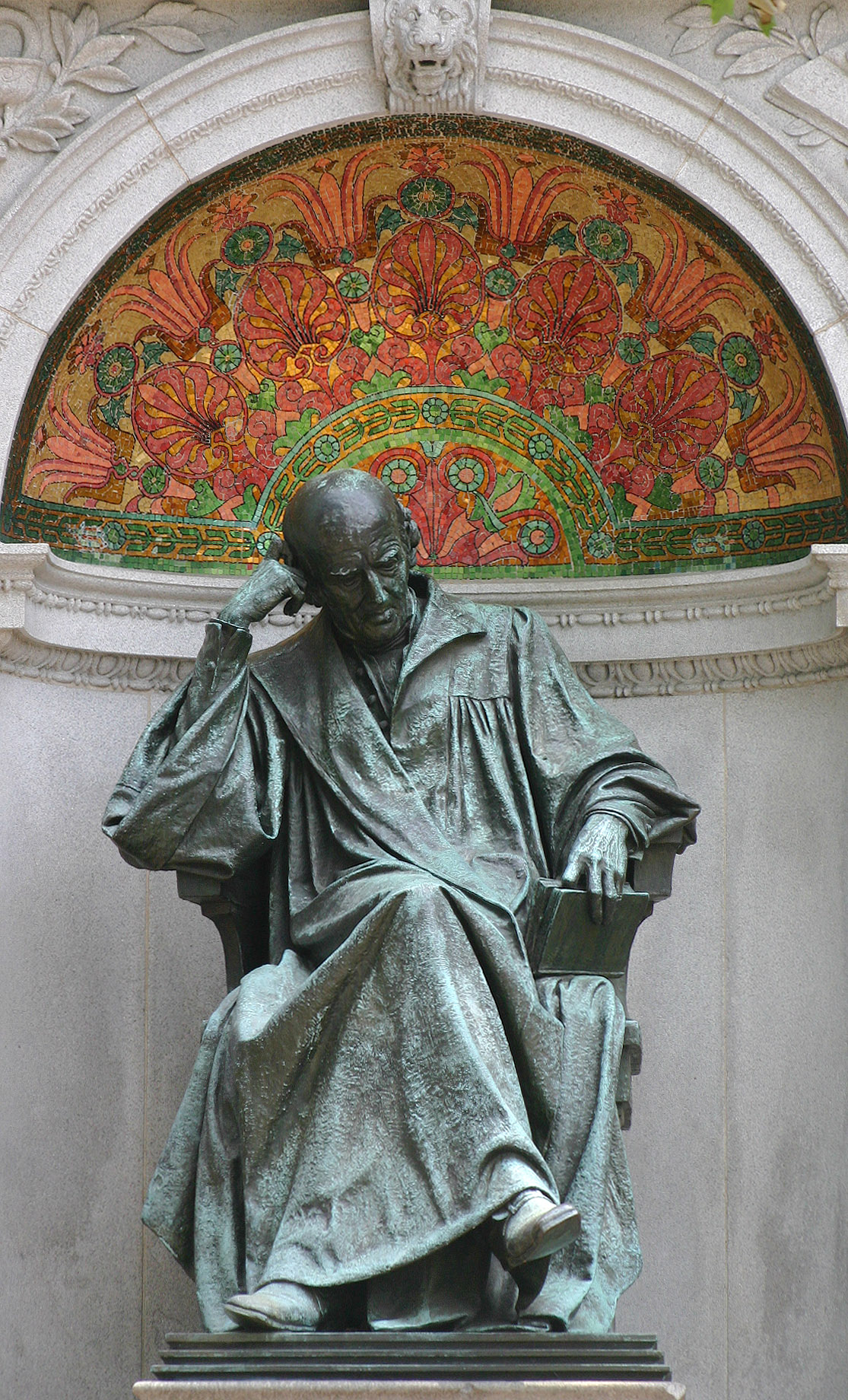
Pomnik Hahnemanna w Waszyngtonie

Próby leczenia schorzeń przez podawanie substancji, które u zdrowych osób wywołują objawy identyczne z objawami chorobowymi pacjenta, pojawiały się w historii medycyny już od czasów starożytnych.
Idee homeopatii znaleźć można w kanibalizmie medycznym: W Renesansie nagminnie spożywano mumie w celach pseudo-leczniczych, zaś spożywanie ludzkich szczątków pasowało do wiodących teorii medycznych tamtych czasów, wywodząc się z idei homeopatycznych, zgodnie z magią sympatyczną: „podobne leczy podobne”, czyli należy zjeść zmieloną czaszkę na bóle głowy, albo pijać świeżą krew na choroby krwi.
Twórcą homeopatii był niemiecki lekarz Samuel Hahnemann (1755–1843). Wprowadził on homeopatyczne lekarstwa, prawa, systematykę chorób oraz używane do dzisiaj określenia homeopatia i alopatia. Chciał w ten sposób wyróżnić własną koncepcję leczenia. Założenia leczenia homeopatycznego opisał w opublikowanym w 1810 Organonie sztuki medycznej. W ciągu życia Hahmemann napisał jeszcze dwie pozycje: Choroby chroniczne i Materia Medica Pura.
W XIX wieku ideę Hahnemanna rozwinęli jego uczeń Constantine Hering (1800–1880) i James Tyler Kent (1849–1916).
Pod koniec drugiej połowy XIX wieku homeopatia była praktykowana w Europie, Azji i Ameryce Północnej.

## Podstawowe założenia homeopatii
Homeopatia opiera się na kilku kluczowych koncepcjach, żadna z nich nie jest naukowa. Należą do nich przede wszystkim: przekonanie o istnieniu siły życiowej, podejście holistyczne, zasada podobieństwa, stosowanie minimalnej dawki, dynamizowanie preparatu oraz prawa Heringa.

### Energia życiowa

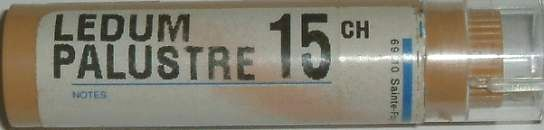
Preparat homeopatyczny przygotowany z bagna zwyczajnego. Rozcieńczenie „15C” oznacza znikome szanse na obecność jakichkolwiek cząsteczek przetwarzanego zioła

Homeopatia zakłada istnienie niematerialnej energii życiowej, która miałaby być siłą dającą zdolność życia i wykonywania pracy. Alternatywnie używane bywają pojęcia: dynamis (określenie używane przez Hahnemanna), energia człowieka, witalność, żywotność, chińskie Qi, hinduskie prana, energia morfogenetyczna, siła samouzdrawiająca, siła życiowa (lub łac. vis vitalis). Współczesna homeopatia utożsamia siłę życiową człowieka z tzw. polem energetycznym człowieka, które człowiek rzekomo posiada w sobie i dookoła siebie.
Homeopatia jest filozofią witalistyczną, która interpretuje choroby jako zaburzenia w hipotetycznej sile życiowej, które objawiają się unikatowymi symptomami. Według homeopatii siła życiowa ma zdolności do reagowania na wewnętrzne i zewnętrzne bodźce i przystosowywanie się do nich, co homeopaci nazywają prawem podatności. Z prawa podatności wynika, iż złe samopoczucie może spowodować wniknięcie hipotetycznych jednostek chorobowych – miazm – do organizmu i spowodować symptomy choroby. Jednakże Hahnemann odrzucał postrzeganie choroby jako czegoś pochodzącego z zewnątrz i obstawał przy twierdzeniu, że jest ona częścią „żyjącej całości”.

### Miazmy i choroby
W 1828 Hahnemann wprowadził koncepcję miazm, które miały być przyczynami wielu znanych chorób. Miazma jest często definiowana przez homeopatów jako osobliwy rozstrój chorobowy siły witalnej. Hahnemann przyporządkowywał poszczególne miazmy do konkretnych chorób, przy czym każdą miazmę uważał za główną przyczynę wielu chorób. Według Hahnemanna początki ekspozycji na miazmy powodują objawy miejscowe, takie jak choroby skóry lub weneryczne, ale jeśli objawy te zostaną zlikwidowane przez lekarstwa, to przyczyna (miazma) schodzi głębiej i przejawia się jako choroba organów wewnętrznych. Homeopatia utrzymuje, że leczenie chorób poprzez przeciwdziałanie ich objawom, jak to czasami ma miejsce w medycynie konwencjonalnej, jest nieskuteczne, ponieważ każda choroba może zostać sprowadzona do leżących u jej podstaw ukrytych przewlekłych lub dziedzicznych skłonności. Leżące u podstaw choroby miazmy pozostają po konwencjonalnym leczeniu, a głębokie schorzenia mogą zostać uleczone jedynie przez usunięcie głębszych zakłóceń siły witalnej.
Teoria miazm pozostała dyskutowana i kontrowersyjna aż do czasów współczesnych. W 1978 Anthonny Campbell, ówczesny lekarz specjalista w Royal London Homeopathic Hospital, skrytykował opinie wyrażone przez George’a Vithoulkasa w celu promocji jego homeopatycznych metod leczniczych. Vithoulkas twierdził, iż kiła leczona antybiotykami przekształci się w kiłę drugiego rzędu lub trzeciego infekującą układ nerwowy. Campbell opisał to jako całkowicie nieodpowiedzialną wypowiedź, która może zmylić i spowodować odmowę leczenia metodami konwencjonalnymi. Pomysł Vithoulkasa jest sprzeczny z testami klinicznymi, według których leczenie penicyliną jest całkowicie skuteczne w ponad 90% przypadków. Jest to również echo teorii, iż leczenie choroby metodami medycyny konwencjonalnej jedynie zepchnie ją na głębszy poziom.
Pierwotnie Hahnemann przedstawił tylko trzy miazmy, z których najważniejszą była psora (swędzenie po grecku). Miała ona mieć związek ze wszystkimi swędzącymi chorobami skóry, rzekomo pochodzącymi od stłumionego świerzbu, jak również stanowić podstawę wielu dalszych stanów (dolegliwości) chorobowych. Wierzył, że psora jest przyczyną epilepsji, raka, żółtaczki, niedosłuchu i zaćmy. Od czasów Hahnemanna zaproponowano istnienie innych miazm, niektóre z nich zastępowały jedną lub więcej funkcji psory; znalazły się wśród nich miazmy gruźlicze i rakowe.
Teoria miazm była krytykowana jako:
- wytłumaczenie opracowane przez Hahnemanna w celu obrony homeopatii w obliczu niepowodzeń w leczeniu
- niewystarczająca do wyjaśnienia setek rodzajów chorób
- nietłumaczącą predyspozycji chorobowych tak dobrze jak genetyka, czynniki środowiskowe i historia chorobowa pacjenta[60].

### Zasada podobieństwa
Podczas eksperymentów z chininą (lekiem przeciwmalarycznym) Hahnemann zaobserwował, że efekty, których doświadczył w wyniku spożycia tego środka, były podobne do symptomów malarii. Wywnioskował z tego, iż leczenie wynika z podobieństwa, a lekarstwa muszą powodować u zdrowych osób objawy podobne do wywoływanych przez chorobę. W wyniku dalszych eksperymentów z innymi substancjami Hahnemann sformułował zasadę podobieństwa, znaną jako „podobne lecz podobnym” (łac. similia similibus curentur), jako naczelną zasadę leczenia. Uważał, że wywołując chorobę przez leki, sztuczne symptomy wzmacniają siłę witalną do walki z chorobą, a sztucznie wywołane dolegliwości przeminą wraz z zaprzestaniem zażywania leków. W nielicznych zastosowaniach, takich jak np. homeopatyczne preparaty antykoncepcyjne, zasada podobieństwa bywa krytykowana z powodu kontrowersji natury estetycznej.
Krytycy opisywali zasadą podobieństwa Hahnemanna jako aksjomat ipse dixit – czyli niedowiedzioną teorię Hahnemanna, a nie prawdziwe prawo natury.

### Zasada dynamizowania
Nazywana również zasadą potencjowania; opiera się na przekonaniu Hahnemanna, że siła lecznicza środka zwiększa się wraz ze stopniem rozcieńczenia połączonego z potrząsaniem, zaś objawy niepożądane zmniejszają się.

### Prawa Heringa
Prawa sformułowane przez Constantina Heringa, ucznia Hahnemanna, dotyczą chronologicznego porządku i kierunku zanikania objawów chorobowych podczas procesu zdrowienia. Według tych praw proces powracania do zdrowia przebiega prawidłowo, jeżeli objawy chorobowe zanikają:
- od wewnątrz na zewnątrz organizmu, np. astma przechodzi w wysypkę skórną[65]
- od góry do dołu, np. wysypka znika najpierw z twarzy, a na końcu znika z palców rąk i nóg[65]
- od narządów ważnych życiowo do narządów mniej ważnych, w kolejności: mózg, serce, wątroba, płuca, nerki, mięśnie, skóra[65]
- w chronologicznym porządku odwrotnym do kolejności ich wystąpienia, tzn. najpierw zanikają stosunkowo nowe objawy chorobowe, a na końcu najstarsze objawy chorobowe[66]

### Mechanizm działania
Homeopaci twierdzą, że stosowanie homeopatii wzmaga siłę życiową pacjenta, a preparaty mają działać dzięki niepotwierdzonemu przez naukę efektowi pamięci wody. Według współczesnych koncepcji homeopatycznych, środkiem działającym w tego rodzaju preparatach nie są cząsteczki rozpuszczonej substancji, ale cały roztwór, który pod wpływem kontaktu z substancją leczniczą trwale zmienia swoje właściwości. Nie ma zweryfikowanych obserwacji ani wiarygodnych naukowo mechanizmów fizycznych, które potwierdzałyby takie zjawisko. Nie jest też znany sposób, w jaki preparat homeopatyczny miałby zapoczątkowywać proces leczenia.
Zrzeszenie Niderlandzkich Lekarzy Homeopatów (VHAN) przedstawiło swoją wizję procesów przebiegających podczas kolejnych rozcieńczań i potrząsań preparatu homeopatycznego:
- energiczne, mechaniczne wytrząsanie wody stymuluje powstawanie klasterów i tworzenie wody o uporządkowanej strukturze[68][69]
- dodanie innego związku chemicznego do wody i energiczne wytrząsanie ma powodować zmianę struktury klasterów wody z jednoczesnym wydzielaniem ciepła, którego ilość można zmierzyć kalorymetrycznie, dowodzi to wzrostu entropii wody[70]
- woda, która miała kontakt z danym związkiem chemicznym, w procesie rozcieńczania i energicznego wytrząsania rzekomo wykazuje inne właściwości niż zwykła woda, nawet w rozcieńczeniach powyżej granicy prawdopodobieństwa zachowania choćby jednej cząsteczki związku chemicznego[71].

Zwolennicy homeopatii powołują się między innymi na koncepcję układów klasterowych w cieczach jako na potencjalny mechanizm powstawania pamięci wody, jednakże przeprowadzone badania spektroskopowe nie potwierdzają istnienia stabilnych klasterów w preparatach homeopatycznych. Ponadto według homeopatów proces dynamizowania sprawia, iż substancja działa mimo nieobecności w roztworze i tłumaczą to stanem splątanym, chociaż nie potwierdzono związku między nim a homeopatią.

### Krytyka sugerowanego mechanizmu działania
Nie istnieje żadna teoria naukowa, która wyjaśniałaby możliwość wpływu bardzo rozcieńczonych roztworów na układ odpornościowy lub jakiekolwiek procesy przebiegające w organizmie pacjenta. Preparaty homeopatyczne często nie zawierają cząsteczek aktywnej leczniczo substancji i są czystymi rozpuszczalnikami. Typowa, jednorazowa dawka leku homeopatycznego to ok. 1 μl. Zakładając, że wyjściowy roztwór substancji aktywnej, który homeopata dwadzieścia razy rozcieńczał w proporcji 1:100 (potencja 20C), miał stężenie 1 mol/l, okaże się, że w preparacie końcowym stężenie tej substancji wynosi 1/(10020) = 10−40 mol/l. W jednym mikrolitrze preparatu znajdzie się zatem średnio 10−6 · 10−40 = 10−46 moli substancji, czyli 10−46 · 6,022 · 1023 = 6,022 · 10−23 cząsteczek substancji leczniczej. Innymi słowy, szansa na spotkanie choćby jednej z nich w przyjętej dawce wynosi w przybliżeniu jak 1 do 1,66 · 1022, co oznacza 1 cząsteczkę substancji aktywnej na 17 tryliardów dawek.

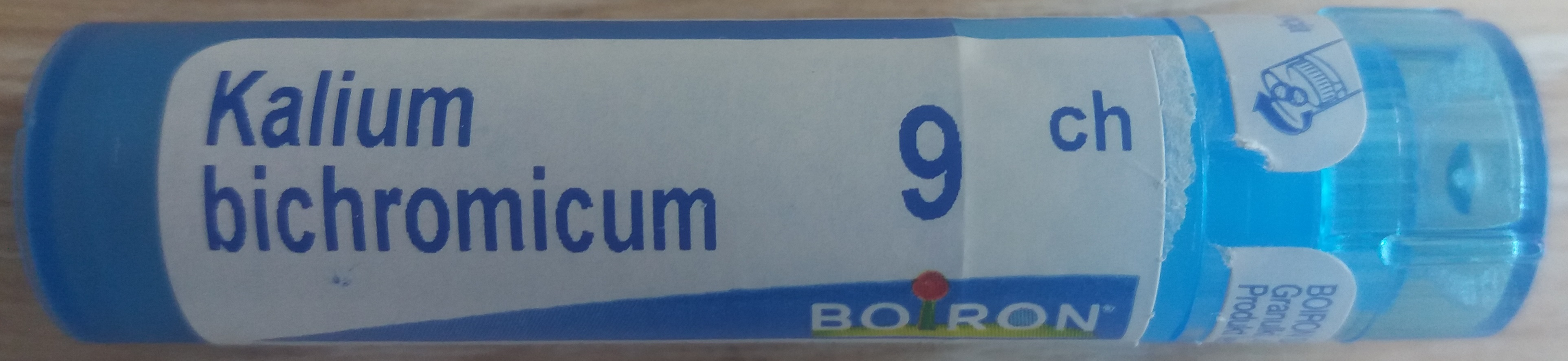
Homeopatyczny preparat sporządzony na bazie dichromianu potasu

Wiele substancji homeopatycznych przygotowywanych jest w rozcieńczeniach znacznie większych. Na przykład preparat oscillococcinum oznaczony jest jako 200C, co oznacza rozcieńczenie 1:10400. Według współczesnych oszacowań liczba atomów w obserwowalnym wszechświecie wynosi około 1080. Oznacza to, że liczba atomów w nim jest za mała (ponad 10300 razy za mała), aby uzyskać wymienione stężenie, jeśli mamy do czynienia z co najmniej jedną cząsteczką substancji aktywnej. Podane stężenie nie jest więc faktycznym stężeniem, a jedynie wskazaniem, że procedura rozcieńczania 1:100 została przeprowadzona 200 razy. Oznacza to, że od pewnego momentu przetwarzano preparat pozbawiony początkowej substancji.

Sugerowany przez homeopatów mechanizm działania leków homeopatycznych spotyka się z krytyką przedstawicieli współczesnej nauki, np. prof. Marek Kosmulski, kierownik Katedry Elektrochemii Politechniki Lubelskiej, w artykule pt. Czy zmierzch Homeopatii? zamieszczonym w biuletynie Okręgowej Izby Lekarskiej w Białymstoku twierdzi, że 

roztwór w stężeniu poniżej 1 μg/dm³ nie da się w żaden kontrolowany sposób utrzymać. Nie da się również takiego stężenia zweryfikować, gdyż leży ono poza zakresem dostępnych metod analitycznych. Tak zwanych roztworów homeopatycznych nie tylko nie można uzyskać, lecz nawet teoretycznie nie można rozpatrywać, czy jakikolwiek składnik jest w nich zawarty.

Uwagi krytyczne prof. Andrzej Gregosiewicz rozpatruje na przykładzie preparatu homeopatycznego oscillococcinum firmy Boiron: 

Homeopatów nie martwi jednak, że „lek” zawiera NIC. Oto bowiem, jak mówią, w trakcie „dynamizacji” kacze molekuły odcisnęły takie piętno na cząsteczkach wody, że te ostatnie zamarły ze zdumienia w określonej, „leczniczej” polaryzacjo-konfiguracji. W tej „skonfigurowanej leczniczo” wodzie pracownicy firmy Boiron moczą („nazywają to impregnacją”) granulki cukru. Woda po jakimś czasie odparowuje i z tą chwilą cząsteczki cukru biorą na siebie pełną odpowiedzialność za przechowywanie „informacji” o „ułożeniu dipoli”. Zagadka: znaki plus będą skierowane do sufitu, czy do podłogi?.

Prof. Andrzej Gregosiewicz domaga się ponownego, krytycznego rozpatrzenia ustawodawstwa farmaceutycznego dotyczącego leków homeopatycznych. „Działalność prof. A. Gregosiewicza zmierzająca do uświadomienia społeczeństwa, że homeopatia nie ma nic wspólnego z medycyną (poza zjawiskiem placebo) oraz wykreślenie art. 21 z ustawy Prawo farmaceutyczne została poparta przez Prezydium Okręgowej Rady Lekarskiej w Lublinie”.

Romuald Krajewski w artykule pt. Ani udowodnić, ani obalić, opublikowanym w „Gazecie Lekarskiej”, dokonuje podsumowania, że 

...„lek” jest z punktu widzenia chemicznego bardzo czystym cukrem nasączonym bardzo czystą wodą i ma działać na zasadzie, której nie da się wytłumaczyć poznanymi mechanizmami.

## Kuracja homeopatyczna

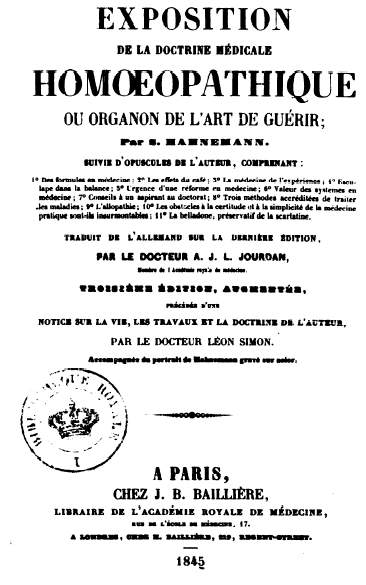
Francuski Organon z 1845

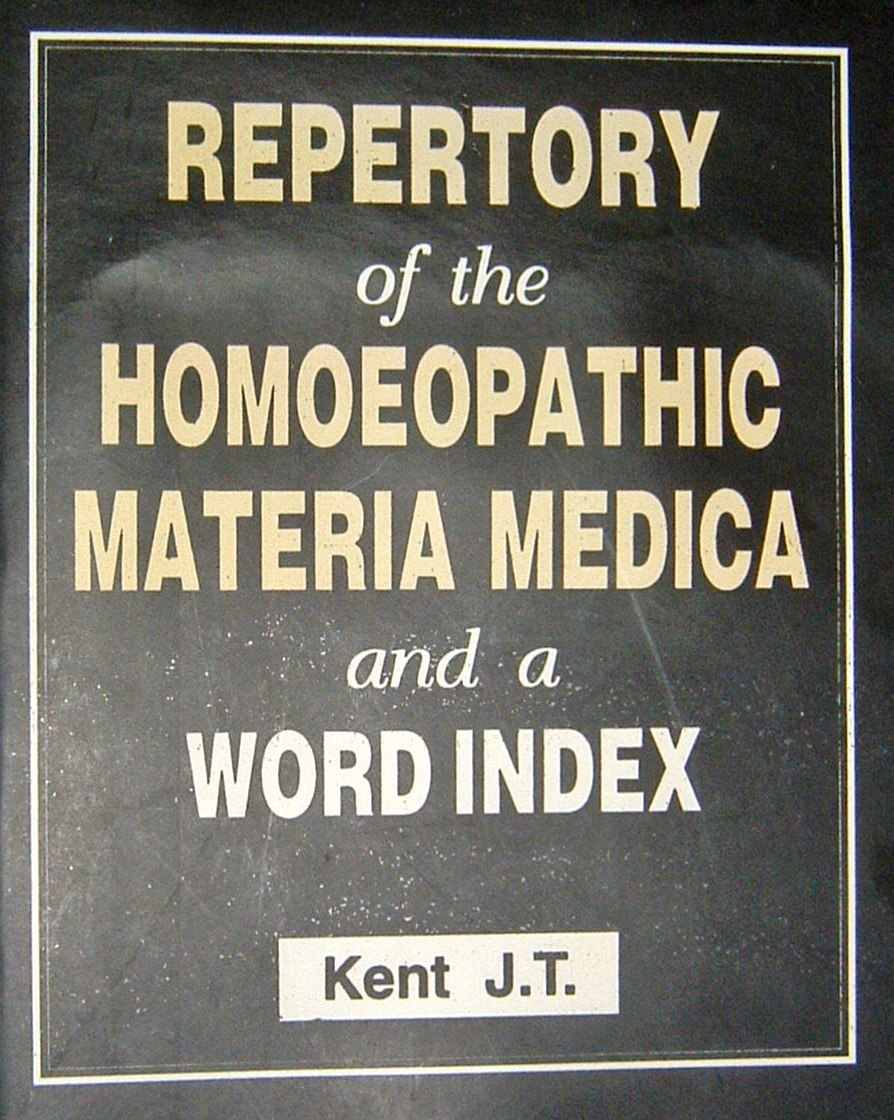
Repertorium J.T. Kenta

### Blokady w leczeniu homeopatycznym
Pojęcie blokad w leczeniu homeopatycznym oznacza czynniki, które zdaniem homeopatów zaburzają działanie dobrze dobranych leków homeopatycznych i w rezultacie prowadzą do zakończenia leczenia niepowodzeniem. Podwaliny koncepcji blokad w leczeniu homeopatycznym opracował Samuel Hahnemann i w szóstym wydaniu Organonu zamieścił listę czynników, które mogą negatywnie wpływać na efekt leczenia homeopatycznego.
Współczesne blokady w leczeniu homeopatycznym
- niekorzystne warunki mieszkaniowe, np. wilgoć w domu, mieszkanie na terenach bagnistych, a także brak harmonii energetycznej w pomieszczeniach
- niedostateczne warunki higieniczne
- elektrosmog (masowe zanieczyszczenie falami elektromagnetycznymi, np. pochodzącymi z telefonu komórkowego, anteny satelitarnej, poduszki elektrycznej, ekranu komputera itp.)
- narażenie na naturalne promieniowanie żył wodnych i innych formacji geo- i hydromagnetycznych
- nieprawidłowe odżywianie (zbyt obfite posiłki, za dużo mięsa, tłuszczu, cukru, soli, alkoholu, zbyt mało warzyw, owoców i produktów naturalnych, łykanie niepogryzionych kawałków itd.)
- siedzący tryb życia w dusznych pomieszczeniach
- pasywny ruch (np. jazda samochodem)
- niedobór wysiłku fizycznego
- nadmierny wysiłek fizyczny lub umysłowy
- zbyt rzadkie przebywanie na świeżym powietrzu
- stres psychiczny
- nocne życie
- używki, narkotyki
- nadużycia seksualne
- hazard
- ubóstwo
- hałas
- nierozwiązane problemy wewnątrzrodzinne i międzyludzkie
- brak wypoczynku
- przewlekłe stany zapalne, blizny pooperacyjne, obumarłe korzenie zębowe
- zbyt liczne szczepienia niemowląt i małych dzieci
- zbyt częste leczenie antybiotykami, kortykosterydami, lekami rozszerzającymi oskrzela

## „Leki” homeopatyczne

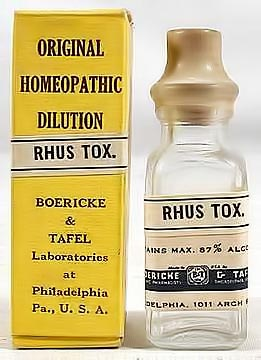
Lek homeopatyczny Rhus toxicodendron, zrobiony z Toxicodendron pubescens

„Lek” homeopatyczny jest terminem, który w homeopatii oznacza substancję otrzymaną w wyniku określonej procedury w celu podania jej pacjentowi; jednak nie powinien być mylony z ogólnie zaakceptowanym znaczeniem tego słowa, czyli lekarstwem lub formą terapii, które powodują ustąpienie choroby lub przynoszą ulgę w bólu. Bardziej trafnym określeniem jest „preparat homeopatyczny” bądź „środek homeopatyczny”. Dobierając preparaty homeopatyczne, homeopaci polegają na dwóch źródłach odniesienia: materia medica (wiedza na temat substancji leczniczych) i repertoriach. Materia medica jest alfabetycznym spisem leków. Do poszczególnych środków są przypisane charakterystyczne objawy obserwowane po ich podaniu. Repertorium jest katalogiem objawów i odpowiadających im leków.
Do produkcji środków homeopatycznych używane są substancje pochodzenia zwierzęcego, roślinnego, mineralnego oraz syntetycznego. Przykłady: arsenicum album (arszenik, trójtlenek arsenu), natrum muriaticum (chlorek sodu), lachesis muta (jad gruźnicy niemej), opium, thyroidinum (tyreotropina). Homeopaci używają również nosodes (od greckiego nosos, czyli choroba), czyli preparatów sporządzonych z zainfekowanych lub patologicznych produktów (kału, moczu, plwocin oraz krwi i innych tkanek). Preparaty homeopatyczne przygotowane ze zdrowych tkanek to sarcodes.
Niektórzy współcześni homeopaci używają ezoterycznych składników do produkcji preparatów, tzw. nieuchwytnych (imponderabilia), które zostają „schwytane” za pomocą alkoholu lub laktozy. Przykłady: promieniowanie rentgenowskie, promieniowanie słoneczne.
Niektórzy homeopaci używają także technik określanych jako kontrowersyjne. Należą do nich tzw. leki papierowe, gdzie nazwa substancji oraz jej rozcieńczenie napisane jest na kartce i przypinane do ubrania pacjenta, wkładane do kieszeni albo umieszczane pod szklanką z wodą, z której pije pacjent. Używają również leczenia na odległość. Takie praktyki są mocno krytykowane przez klasycznych homeopatów jako pozbawione podstaw oraz działające na pograniczu magii i zabobonów.

### Przygotowanie
Preparaty homeopatyczne powstają podczas jednoczesnego rozcieńczania postaci wyjściowej surowca (pranalewki) i energicznego wytrząsania tego roztworu. Proces ten nosi nazwę potencjowania (potęgowania lub dynamizowania) roztworu i stanowi conditio sine qua non w homeopatii. Otrzymane w ten sposób rozcieńczenia nazywamy potencjami lub potęgami homeopatycznymi. Opisy wykonania nalewek wyjściowych, rozcieńczenia pierwszego stopnia oraz kolejnych etapów potencjowania znajdują się w niemieckiej farmakopei homeopatycznej HAB (skrót od Homeopatisches Arzeneibuch), z której korzysta się w wielu krajach, w tym również w Polsce.

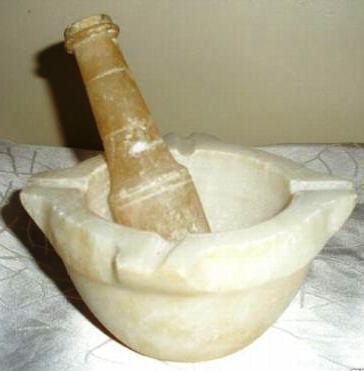
Moździerz laboratoryjny z tłuczkiem używany do rozdrabniania nierozpuszczalnych ciał stałych, takich jak kwarc lub fragmenty skorup ostryg

W produkcji środków homeopatycznych homeopaci stosują metodę nazywaną dynamizacją lub potencjalizacją. Polega ona na rozcieńczaniu substancji alkoholem lub wodą destylowaną, a następnie dziesięciokrotnym energicznym uderzaniu o elastyczne ciało w procesie nazywanym succussion. Hahnemann, który proponował używanie substancji wywołujących stan chorobowy, odkrył, że prowadzi to do pogorszenia stanu pacjenta i pogłębienia choroby. Jednak uważając, że succussion pozwala zachować zdolność do pobudzenia siły życiowej, postanowił rozcieńczać swe preparaty. W tym celu używał drewnianej deski, której jedna strona była pokryta skórą i wypchana końskim włosiem wyprodukowanej przez siodlarza. Nierozpuszczalne substancje takie jak kwarc czy muszle ostryg są wcześniej przygotowywane przez tryturacje (ucieranie ich z laktozą).

### Rozcieńczenia
W homeopatii stosowane są trzy skale logarytmiczne. Hahnemann stworzył i używał przez większość swojego życia skali C, rozcieńczanie substancji o współczynnik 100 na każdym kroku. Rozcieńczenie 2C wymaga, by substancja została rozcieńczona w stosunku 1:100, a następnie część substancji ponownie została rozcieńczona w stosunku 1:100. Spowoduje to powstanie rozcieńczenia 1:10 000, czyli w preparacie pozostanie 0,01% pierwotnej substancji.
Rozcieńczenie 6C powtarza ten proces sześciokrotnie, co skutkuje powstaniem substancji rozcieńczonej o czynnik 100−6=10−12 (jedna część na bilion). W homeopatii środek, który jest mocniej rozcieńczony (zawiera mniej pierwotnej substancji), jest opisywany jako mający silniejszą potencję. Mocniej rozcieńczone substancje, zdaniem homeopatów, działają silniej i „głębiej”. Produkt końcowy jest nierozróżnialny od rozpuszczalnika (czystej wody, cukru lub alkoholu).
Rozcieńczenie zalecane przez Hahnemanna do większości zastosowań było 30C (1:1060). W jego czasach można było uważać, iż takie rozcieńczenie jest możliwe do uzyskania; nie znano wówczas atomów. W rzeczywistości w rozcieńczeniach powyżej 12 C substancja jest czystym rozpuszczalnikiem i jest mało prawdopodobne, by zawierała nawet pojedyncze cząstki pierwotnej substancji (por. tabela poniżej).

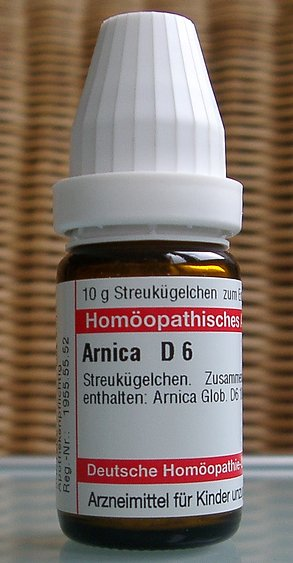
Ta butelka zawiera arnikę górską D6, czyli nominalne stężenie wynosi 1 ppm (10^{-6})

Część homeopatów opracowała skalę dziesiętną (oznaczają jako skala D lub X) i rozcieńczała substancję o czynniki 10 na każdym stopniu. Zatem wartość w skali D będzie 2 razy większa niż to samo rozcieńczenie w skali C (Odpowiednikiem 12X jest 6C). Hahnemann nigdy nie używał tej skali, ale była ona bardzo popularna w XIX wieku, zaś w Europie jest ona popularna do dziś. Została ona wprowadzona w latach trzydziestych XIX wieku przez amerykańskiego homeopatę Constantine’a Heringa. Pod koniec swojego życia Hahnemann opracował nową skalę – quintamillesimal (Q or LM), według której podczas jednego kroku środek rozcieńczany był w stosunku 1:50 000. Rozcieńczenia ze skali Q mają wartości około 2,35 mniejsze niż ich odpowiedniki na skali C. Na przykład środek opisany jako „20Q” jest odpowiednikiem środka „47C”.
| Skala X                                          | Skala C | Rozcieńczenie | Uwagi                                                                | Komentarz |
| ------------------------------------------------ | ------- | ------------- | -------------------------------------------------------------------- | --- |
| Ø                                                | Ø       | 1:1           | nierozcieńczona                                                      | |
| 1X                                               | –       | 1:10          | opisywane jako niska potencja                                        | |
| 2X                                               | 1C      | 1:100         | nazywane wyższą potencją przez homeopatów                            | |
| 6X                                               | 3C      | 10−6          |                                                                      | |
| 8X                                               | 4C      | 10−8          | dopuszczalne stężenie arszeniku w wodzie pitnej w USA                | |
| 12X                                              | 6C      | 10−12         |                                                                      | |
| 24X                                              | 12C     | 10−24         |                                                                      | 60% prawdopodobieństwo, że mol preparatu zawiera jedną cząsteczkę substancji czynnej, zakładając, że na początku do sporządzenia roztworu wykorzystano 1 mol substancji czynnej; 13 C – 0,6%; 14 C – 0,006% itd.                |
| 60X                                              | 30C     | 10−60         | Rozcieńczenie zalecane przez Hahnemanna do większości zastosowań     | Pacjent musiałby przyjąć około 1041 tabletek (miliard mas Ziemi) lub ponad 1033 litrów ciekłego preparatu by spożyć pojedynczą cząsteczkę oryginalnej substancji.                                                               |
| 400X                                             | 200C    | 10−400        | Rozcieńczenie popularnego preparatu homeopatycznego oscillococcinum. | Jest to znacznie niższe stężenie, niż gdyby cały obserwowalny wszechświat wypełnić wodą i znajdowałaby się w nim tylko jedna cząstka substancji aktywnej (rozcieńczenie to wynosiłoby około 55C, wartość dużo mniejsza od 200C) |
| Skala X odpowiada skali D. 1X = 1D, 2X = 2D itd. |         |               |                                                                      | |

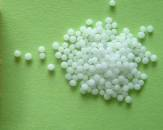
Środek homeopatyczny oscillococcinum

Zarówno krytycy, jak i obrońcy homeopatii często ilustrują stopień rozcieńczenia używany w homeopatii poprzez analogie. Hahnemann żartował, iż odpowiednim sposobem na przygotowanie leku na epidemię byłoby opróżnić butelkę trucizny do Jeziora Genewskiego, jeśliby mogło zostać ono wstrząśnięte 60 razy. Inny przykład, podany przez krytyków homeopatii, opisuje rozcieńczenie 12C jako odpowiadające szczypcie soli w Oceanie Atlantyckim, co z grubsza odpowiada prawdzie. 1/3 kropli substancji rozpuszczona w wodach całej Ziemi wystarczyłaby dla powstania roztworu o koncentracji około 13C. Popularny środek homeopatyczny na grypę, sprzedawany pod nazwą oscillococcinum, jest wątrobą kaczą rozcieńczoną w stosunku 1:10400 (200C). Jako iż w obserwowalnym wszechświecie znajduje się około 1080 atomów, rozcieńczenie jednej cząsteczki w nim wytworzyłoby rozcieńczenie 40C. Oscillococcinum dopiero w objętości wynoszącej około 10320 objętości obserwowalnego wszechświata nie byłoby czystym rozpuszczalnikiem. Wysokie stopnie rozcieńczenia są uważane za najbardziej kontrowersyjny i niewiarygodny aspekt homeopatii.

#### Dyskusja nad rozcieńczeniami
Nie wszyscy homeopaci zalecają ekstremalne rozcieńczenia. Wielu wczesnych homeopatów było wcześniej lekarzami i używali raczej niższych rozcieńczeń takich jak 3X lub 6X, rzadko przekraczając 12X. Podział pomiędzy niższymi i wyższymi rozcieńczeniami łączył się z podziałem ideologicznym. Osoby preferujące niskie rozcieńczenia były silniej związane z medycyną konwencjonalną, podczas gdy te stosujące wysokie rozcieńczenia podkreślały znaczenie siły życiowej, miazm i spirytualistyczną interpretację choroby. Produkty niskich rozcieńczeń nadal są sprzedawane, ale również one nie mają potwierdzonej skuteczności większej niż placebo.

### Wczesne eksperymenty i testy
Hahnemann eksperymentował na sobie i innych przez kilka lat, zanim zaczął podawać leki homeopatyczne swoim pacjentom. Z początku jego eksperymenty nie polegały na podawaniu leków chorym. Uważał, że leki homeopatyczne poprzez swoją zdolność do wywoływania symptomów podobnych do objawów leczonej choroby uczynią niemożliwym odróżnienie objawów chorobowych od efektów działania leku. Dlatego ludzie chorzy byli wykluczeni z jego eksperymentów. Metody stosowane do determinowania, które leki są odpowiednie do leczenia określonych chorób, są nazywane testowaniem od niemieckiego słowa Prüfung oznaczającego test.
Hahnemann zalecał testowanie leków o rozcieńczeniu 30C. Najnowsze testy przeprowadzanie są z użyciem najwyższych rozcieńczeń, w których prawdopodobieństwo występowania cząsteczek oryginalnej substancji jest znikome. Podczas testowania Hahnemann podawał leki zdrowym ochotnikom, a następujące po podaniu objawy były używane przez obserwatorów do tworzenia „obrazu leku”. Ochotnicy byli obserwowani miesiącami i mieli nakaz prowadzenia dokładnych dzienników, w których opisywali swoje objawy z zaznaczeniem dokładnego czasu ich wystąpienia. Mieli zakaz spożywania kawy, herbaty, przypraw oraz wina w czasie trwania eksperymentu. Gra w szachy była również zakazana, ponieważ Hahnemann uważał ją za podniecającą. Dozwolone było picie piwa oraz umiarkowany wysiłek fizyczny. Po zakończeniu eksperymentu ochotnicy przysięgali, że raporty złożone w dziennikach są prawdziwe, byli również dokładnie przesłuchiwani pod kątem zaobserwowanych objawów.
Homeopatyczne testowanie zostało uznane jako ważne w rozwoju testu klinicznego z uwagi na używanie prostych grup kontrolnych, systematyczność, mierzalność oraz zastosowanie statystyki w medycynie. Długoterminowe zapiski homeopatów okazjonalnie zostały uznane za użyteczne w badaniu współczesnych leków. Przykładowo dowód na to, że nitrogliceryna może być skuteczna w leczeniu ostrych napadów choroby niedokrwiennej serca został odkryty poprzez przeglądanie zapisków homeopatów, którzy jednak nie używali jej w ten sposób.
Pierwsze zapiski testów Hahnemanna zostały przez niego opublikowane w 1796 roku w pracy Essay on a New Principle. Fragmenta de Viribus z 1805 roku zawierały rezultaty 27 testów, a Materia Medica Pura z 1810 – 65 testów. Lectures on homoeopathic materia medica Jamesa Tylera Kenta z 1905 zawierały testy 217 substancji.

## Podobne środki

### Izopatia
Izopatia wywodzi się od homeopatii, została opracowana przez Josepha Wilhelma Luxa około roku 1830. Izopatia różni się od homeopatii tym, że leki produkowane są z substancji powodujących choroby bądź z produktów choroby (na przykład z ropy). Wiele „szczepionek homeopatycznych” jest formą izopatii.

### Esencje kwiatowe
Otrzymywania i użycie esencji kwiatowych zostało opracowane przez Edwarda Bacha. Autor ten w 1930 roku odrzucił w całości homeopatię klasyczną, uznając ja za nieskuteczną i opracował własny system pseudoterapeutyczny (opublikowany w 1935 roku). Przygotowując esencje kwiatowe nie stosował on potencjalizacji, lecz wykorzystywał macerację (moczenie kwiatów w wodzie), a podstawowym rozcieńczalnikiem esencji była brandy. Nie ma dowodów naukowych, iż esencje kwiatowe są efektywne.

### Zastosowanie w weterynarii
Pomysł na wykorzystanie homeopatii u zwierząt, nazywany homeopatią weterynaryjną, sięga jej początków; sam Hahnemann o tym pisał i mówił. Amerykańska Agencja Żywności i Leków nie zatwierdziła homeopatii jako środka weterynaryjnego w USA. W Wielkiej Brytanii weterynarze stosujący homeopatię należą do Faculty of Homeopathy lub do British Association of Homeopathic Veterinary Surgeons. W Wielkiej Brytanii i kilku innych krajach zwierzęta mogą być leczone jedynie przez wykwalifikowanych weterynarzy. Międzynarodową organizacją wspierającą i reprezentującą weterynarzy homeopatów jest International Association for Veterinary Homeopathy. Wykorzystanie homeopatii w weterynarii jest kontrowersyjne, ponieważ przeprowadzono niewiele badań naukowych, a obecnie prowadzone prace badawcze mają zbyt niski standard, aby dostarczać rzetelne dane. Inne badania wykazały, że podawanie zwierzętom placebo może wywierać wpływ na wiarę właścicieli zwierząt w skuteczność terapii pomimo tego, że jest ona nieskuteczna.

## Popularność homeopatii

### Polska
Sekcja na podstawie sondażu TNS OBOP.
Według wyników sondażu przeprowadzonego przez TNS OBOP w 2006 roku na zlecenie firmy Heel (producent środków homeopatycznych) w Polsce, 81% Polaków słyszało o homeopatii (15% dużo, 32% trochę i 34% niewiele), a 30% respondentów stosuje preparaty homeopatyczne. Pacjenci korzystający z leczenia homeopatycznego najczęściej łączyli homeopatię z innymi formami terapii, np. terapią konwencjonalną. Polacy sięgali po preparaty homeopatyczne w następujących przypadkach:
- przeziębienia, grypy, kaszlu, kataru, bólu gardła (72%)
- stanu napięcia i stresu, kłopotów ze snem (21%)
- bólu głowy, stawów, miesiączkowych itp. (20%)
- urazów i stłuczeń kostno-stawowych, nadciągnięć (15%)
- chorób układu pokarmowego (14%)
- choroby lokomocyjnej (8%)
- dolegliwości menopauzalnych (6%)

### Europa Zachodnia
W 2011 roku we Francji co trzeci pacjent chory na raka stosował leczenie homeopatyczne.

## Nieskuteczność homeopatii
Metody homeopatii są powszechnie krytykowane przez medycynę za brak skuteczności, a homeopatom zarzuca się, że narażają zdrowie pacjentów poprzez zalecanie unikania metod medycyny konwencjonalnej, np. szczepionek, antybiotyków, leków antymalarycznych. Jest to szczególnie niebezpieczne w przypadku zaniechania terapii chorób nowotworowych.
Uważa się, że preparaty homeopatyczne nie powinny wywoływać istotnych negatywnych skutków dla organizmu pacjenta; prawdopodobnie z tego powodu są one regularnie przepisywane w niektórych regionach świata. Krytycy homeopatii wskazują, że skoro taki preparat nie zawiera ani jednej cząsteczki substancji aktywnej (patrz niżej), to trudno, aby wywoływał jakiekolwiek efekty, w tym efekty uboczne. W wielu spośród badań klinicznych, w których stosowano grupy kontrolne przyjmujące placebo, nie zaobserwowano żadnej różnicy między placebo a lekami homeopatycznymi. Kompleksowe badania tego typu były publikowane między innymi przez magazyny „The Lancet”, „British Medical Journal” i „European Journal of Cancer”.
Homeopaci twierdzą, iż randomizowane badania kliniczne nie mogą być stosowane w przypadku homeopatii, gdyż każdy pacjent wymaga znalezienia i podania indywidualnego leku.
Preparaty homeopatyczne są rutynowo przepisywane przez lekarzy w wielu regionach świata. Krytycy często tłumaczą to zjawisko w kategoriach socjologicznych, powołując się na wyniki badań „British Medical Journal”, według których pacjenci zdecydowanie niżej oceniali lekarzy nie przepisujących leków podczas wizyt – nawet jeśli z obiektywnych względów medycznych leki były całkowicie zbyteczne.

### Przegląd opracowań naukowych
W latach osiemdziesiątych XX wieku we Francji z inicjatywy Georginy Dufoix, ówczesnej minister zdrowia, został przeprowadzony eksperyment porównawczy skuteczności terapii. Wyniki badania opublikował „The Lancet” w 1988. Okazało się, że u chorych, którzy otrzymywali preparaty homeopatyczne, uzyskane wyniki nie różniły się w sposób statystycznie istotny od wyników u chorych traktowanych placebo.
30 czerwca 1988 rada naukowa tygodnika „Nature” zgodziła się na opublikowanie wstępnego komunikatu na temat doświadczeń z lekami homeopatycznymi (a właściwie z aktywacją bazofilów za pomocą kolejnych rozcieńczeń IgE) dr. Jacques’a Benveniste’a. Warunkiem publikacji całego artykułu była weryfikacja danych przez niezależny zespół naukowców. Wyników jednak nie udało się powtórzyć, a Benveniste dwukrotnie został wyróżniony niechlubnymi nagrodami Ig Nobla za swoje prace naukowe.
W „The Lancet” z 27 sierpnia 2005 ogłoszono wyniki analizy danych literaturowych z wielu lat, prowadzonych przez zespół naukowców ze szwajcarskich uniwersytetów w Bernie i Zurychu oraz angielskiego uniwersytetu w Bristolu pod kierownictwem prof. Matthiasa Eggera. Przeanalizowano 19 elektronicznych baz danych i wyniki porównano z naukowymi badaniami z dziedziny medycyny konwencjonalnej. Uczeni poddali analizie w sumie 220 programów naukowych. Połowa poświęcona była ocenie skuteczności tradycyjnych metod leczenia, a połowa działaniu homeopatii. Badano wiele dziedzin medycyny, m.in.: ginekologię, neurologię, chirurgię, anestezjologię i choroby układu oddechowego. Badacze do pierwszej fazy losowo wybrali 110 badań klinicznych z dziedziny homeopatii kontrolowanych przy pomocy placebo i porównali je ze 110 badaniami klinicznymi z dziedziny medycyny konwencjonalnej. Końcowe obliczenia przeprowadzili jednak na 8 badaniach dotyczących homeopatii i 6 medycyny konwencjonalnej. Badania te zakończyły się konkluzją stwierdzającą brak jakichkolwiek dowodów w dotychczasowej literaturze naukowej na to, że homeopatia przewyższa swoją skutecznością działania placebo. W roku 2008, po opublikowaniu dostatecznie szczegółowych danych umożliwiających rekonstrukcję obliczeń dokonanych przez szwajcarskich badaczy, w czasopiśmie „Homeopathy” ukazały się dwa opracowania wykazujące wady metaanalizy zamieszczonej na łamach „The Lancet” w 2005 Zdaniem krytyków tej metaanalizy wystarczyło odrzucić tylko jeden obszar działania leków – np. wpływ arniki na sztywność mięśni biegaczy, by uzyskać pozytywny wynik całej metaanalizy (a więc pozytywne potwierdzenie dla pozostałych zastosowań leków homeopatycznych). Zdaniem krytyków pokazuje to, że wnioski przedstawione w „The Lancet” z sierpnia 2005 r. dotyczące homeopatii były bezpodstawne.

## Status prawny

### W Polsce

#### Ustawodawstwo
Ustawa z dnia 6 września 2001 r. o prawie farmaceutycznym, stwierdza że: 

produkty lecznicze homeopatyczne, (...) nie wymagają dowodów skuteczności terapeutycznej (art. 21 ust. 7)

 i definiuje homeopatyczny produkt leczniczy, odróżniając go od innych produktów leczniczych, w następujący sposób: 

produktem leczniczym homeopatycznym – jest produkt leczniczy wytworzony z homeopatycznych substancji pierwotnych lub ich mieszanin, zgodnie z homeopatyczną procedurą wytwarzania opisaną w Farmakopei Europejskiej...

Określa także warunki dopuszczenia produktów homeopatycznych do obrotu, muszą one zostać: 

wytworzone według technologii homeopatycznej z pojedynczego surowca homeopatycznego: który jest podawany doustnie lub zewnętrznie, którego oznakowanie nie zawiera wskazań terapeutycznych lub innych podobnych informacji, który charakteryzuje się odpowiednim stopniem rozcieńczenia gwarantującym bezpieczeństwo stosowania; nie może on zawierać więcej niż 1/1.000 części macierzystego roztworu lub więcej niż 1/100 najmniejszej dawki substancji czynnej zawartej w produkcie leczniczym, który posiada monografię w Farmakopei Europejskiej, odpowiednich farmakopeach narodowych lub innych uznanych przez poszczególne państwa członkowskie Unii Europejskiej...

Przy wprowadzaniu na rynek produktu leczniczego wymaga się skomplikowanej procedury badań skuteczności i bezpieczeństwa stosowania, zaś w przypadku produktów homeopatycznych wystarcza jedynie: 

ocena skuteczności i bezpieczeństwa stosowania w oparciu o bibliografię.

Standardy kształcenia dla studentów jednolitych studiów magisterskich na kierunku farmacja obejmują znajomość zasad sporządzania leków homeopatycznych: 

W zakresie wiedzy absolwent [studiów na kierunku farmacja] (...) zna zasady sporządzania leków homeopatycznych.

Rozporządzenie Ministra Zdrowia i Opieki Społecznej w sprawie specjalizacji lekarzy i lekarzy stomatologów nie wymienia homeopatii jako specjalizacji lekarskiej.
Preparaty homeopatyczne nie są refundowane przez Narodowy Fundusz Zdrowia. Ze względu na brak naukowych dowodów potwierdzających skuteczność homeopatii Rada Naczelnej Izby Lekarskiej negatywnie ocenia ordynowanie leczenia homeopatycznego.

#### Różnice w interpretacji ustaw
Wprowadzenie definicji produktów homeopatycznych do ustawy o prawie farmaceutycznym umożliwia stosowanie ich przez lekarzy.
Tym niemniej Rada Naczelnej Izby Lekarskiej wyraziła opinię, że w związku z tym, że produkty homeopatyczne nie mają potwierdzonej naukowo skuteczności, stosowanie ich przez lekarza może być uznane za sprzeczne z Kodeksem Etyki Lekarskiej.
W oświadczeniu z dnia 4 kwietnia 2008 negatywnie oceniła zjawisko stosowania homeopatii oraz pokrewnych metod przez niektórych lekarzy i lekarzy dentystów, a także organizowanie szkoleń w tym zakresie dla personelu medycznego.
W związku z powyższym oświadczeniem podsekretarz stanu w Ministerstwie Zdrowia Marek Twardowski przesłał do Rady Naczelnej Izby Lekarskiej pismo w tej sprawie, w którym stwierdził, że

Lecznicze produkty homeopatyczne, które zostały dopuszczone do obrotu z zachowaniem wymaganych procedur, winny być w procesie leczenia stosowane tak jak inne środki farmaceutyczne. Tego rodzaju działania nie powinny być traktowane jako sprzeczne z postanowieniami art. 57 Kodeksu Etyki Lekarskiej.

 W swoim piśmie Marek Twardowski uznał stanowisko NRL za nieuprawnione i niezgodne z obowiązującym prawem unijnym oraz zwrócił się z prośbą o jego zweryfikowanie. Zaznaczono też, że preparaty homeopatyczne nie są refundowane przez Narodowy Fundusz Zdrowia i jak do tej pory nie rozważano takiej możliwości.

Andrzej Włodarczyk – wiceprezes Naczelnej Rady Lekarskiej – poinformował, że samorząd lekarski rozpatrzy sprawę w lutym 2009 roku. Wyraził swoje ubolewanie z powodu powstałego sporu na temat ordynacji leków homeopatycznych. Powiedział, że lekarze, przepisując pacjentom leki, powinni kierować się swoją wiedzą i doświadczeniem. Konstanty Radziwiłł – prezes Naczelnej Izby Lekarskiej – podkreślił, że dokument z 4 kwietnia 2008 charakteryzował stanowisko samorządu lekarskiego i nie posiadał statusu uchwały, oraz stwierdził, że 

Nasza opinia jest jednoznaczna i wielokrotnie powtarzana: homeopatia nie jest metodą naukową i lekarze nie powinni takich środków przepisywać. To narażanie pacjenta na zbędne wydatki i marnowanie pieniędzy publicznych.

### Materiały zwolenników homeopatii
- Homeopatia.edu.pl – portal tematyczny prowadzony przez zwolenników homeopatii.
- Wstęp do homeopatii
- kompendium wiedzy o homeopatii klinicznej oraz źródło informacji o możliwościach kształcenia dla lekarzy i farmaceutów – strona Polskiego Towarzystwa Homeopatii Klinicznej

### Materiały krytyczne
- Artykuł Homeopatia. Największe oszustwo w dziejach medycyny? Czasopismo Służba Zdrowia, 24 lipca 2006
- Homeowatch (ang.) – sceptyczny przewodnik po historii, teoriach oraz współczesnych praktykach dotyczących homeopatii, prowadzony przez doktora Stephena Barretta
- Streszczenie artykułu Shangi et al, z „The Lancet” (ang.)
- Biuletyn sceptyczny o homeopatii. bsc.neostrada.pl. [zarchiwizowane z tego adresu (2006-12-22)].

Przeczytaj ostrzeżenie dotyczące informacji medycznych i pokrewnych zamieszczonych w Wikipedii.